# Jiaotong-Universität
Die Jiaotong-Universität (chinesisch 交通大學 / 交通大学, Pinyin Jiāotōng Dàxué; kurz: 交大,  Jiāo Dà) wurde 1896 vom damaligen Transportminister der Qing-Dynastie, Sheng Xuanhuai (盛宣怀,  Shèng Xuānhuái), in Shanghai gegründet, und gehörte bis 1955 zu den renommiertesten Universitäten Chinas.

## Geschichte
1956 entschied sich die damalige Zentralregierung unter der Leitung von Premierminister Zhou Enlai aus der damaligen politischen und sozialwirtschaftlichen Situation heraus, die Jiaotong-Universität aus Shanghai nach Xi’an, Hauptstadt der zentralen Provinz Shaanxi, zu verlegen, und zwar aus zwei Hauptüberlegungen:
1. aufgrund der internationalen und politischen Situation im Jahr 1955 mit Taiwan und USA;
2. aus der Überlegung, dass es in Zentral- und Westchina noch keine Universität von hohen Niveau gab, die mit den Universitäten an der Ostküste und in Peking vergleichbar waren.

Die Verlegung hatte im Jahr 1956 angefangen und um die 65 % der Fakultäten und Lehrkräfte, sowie über 60 % der Studenten waren bis Ende 1957 in Xi’an angekommen, trotz heftiger Diskussionen innerhalb der Jiaotong-Universität zwischen den Befürwortern und den Gegnern des Umzugs. Parallel zur Verlegung wurde auf der Grundfläche eines früheren Friedhofs an einer neuen Jiaotong-Universität intensiv gebaut; diese war im Frühjahr 1957 zur grundlegenden Nutzung bereit. Zu diesem Zeitpunkt ist der Hauptsitz der Jiaotong-Universität von Shanghai nach Xi’an verlegt worden, der größte Teil der Lehrkräfte und Studenten hatte sich geeinigt und die Verlegung, vor vollendeten Tatsachen stehend, akzeptiert. Man muss auch beachten, dass in den 1950ern das Lebensniveau und die Lebensqualität in Xi’an überhaupt nicht mit denen in Shanghai vergleichbar waren. Die in Shanghai gebliebenen Fakultäten, wie Transportwesen und Schiffbau, wurden 1957 in der Hochschule für Schiffbau Shanghai zusammengefügt.
Mit der Erleichterung und Entspannung der politischen Situation 1957 wurde die Diskussion über die Richtigkeit und die Notwendigkeit der Verlegung von den in Xi’an umgezogenen und den in Shanghai gebliebenen Lehrkräften und Studenten wieder hervorgerufen. Die Zentralregierung entschied sich nach umfangreichen Untersuchung und Auseinandersetzungen, die Jiaotong-Universität in zwei Teile zu zerlegen, nämlich den bereits umgezogenen Teil Xi’an, wie  ebenso den in Shanghai verbliebenen Teil, als zwei völlig unabhängige Universität zu gründen, welche heute die Jiaotong-Universität Xi’an und die Jiaotong-Universität Shanghai bilden.